# 60. ceremonia wręczenia nagród Grammy
60. ceremonia wręczenia nagród Grammy, prestiżowych amerykańskich nagród muzycznych wręczanych przez Narodową Akademię Sztuki i Techniki Rejestracji (NARAS), odbyła się 28 stycznia 2018 roku w hali widowiskowej Madison Square Garden w Nowym Jorku. Była to pierwsza ceremonia od 2003 roku, która odbyła się poza Los Angeles. Jej transmisja na żywo odbyła się na antenie stacji telewizyjnej CBS. Gospodarzem ceremonii był angielski aktor James Corden. W trakcie gali zostały rozdane honoraria dla muzyków za ich osiągnięcia w przedziale od 1 października 2016 do 30 września 2017.
Nominacje do 60. edycji Grammy zostały ogłoszone 28 listopada 2017 roku. Najwięcej nominacji (osiem) otrzymał Jay-Z.

## Występy
- Lady Gaga
- Pink
- Childish Gambino
- Little Big Town
- Ben Platt
- Patti LuPone – „Don’t Cry for Me Argentina”
- Bruno Mars i Cardi B – „Finesse (remix)”
- Luis Fonsi i Daddy Yankee – „Despacito”
- Alessia Cara, Khalid, Logic – „1-800-273-8255”
- SZA
- Kesha

## Nagrody

### Obszar generalny
Lista składa się ze wszystkich nominowanych, a zwycięzcy są pogrubieni.
Teledysk roku
- Beck – „Up All Night”
- Jain – „Makeba”
- Jay-Z – „The Story Of O.J.”
- Logic Featuring Alessia Cara & Khalid – „1-800-273-8255”
- Kendrick Lamar – „Humble”

Nagranie roku
- Childish Gambino – „Redbone”
- Luis Fonsi i Daddy Yankee – „Despacito”
- Jay-Z – „The Story of O.J.”
- Kendrick Lamar – „Humble”
- Bruno Mars – „24K Magic”

Album roku
- Childish Gambino – „Awaken, My Love!”
- Jay-Z – „4:44”
- Kendrick Lamar – „Damn”
- Lorde – „Melodrama”
- Bruno Mars – „24K Magic”

Piosenka roku
- Luis Fonsi i Daddy Yankee – „Despacito”
- Jay-Z – „4:44”
- Julia Michaels – „Issues”
- Logic featuring Alessia Cara & Khalid – „1-800-273-8255”
- Bruno Mars – „That’s What I Like”

Najlepszy nowy artysta
- Alessia Cara
- Khalid
- Lil Uzi Vert
- Julia Michaels
- SZA

### Pop
Najlepszy występ pop solowy
- Kelly Clarkson – „Love So Soft”
- Kesha – „Praying”
- Pink – „What About Us”
- Ed Sheeran – „Shape of You”
- Lady Gaga – „Million Reasons”

Najlepszy występ grupy popowej
- The Chainsmokers i Coldplay – „Something Just Like This”
- Luis Fonsi feat. Daddy Yankee & Justin Bieber – „Despacito”
- Imagine Dragons – „Thunder”
- Portugal. The Man – „Feel It Still”
- Zedd & Alessia Cara – „Stay”

Najlepszy popowy album tradycyjny
- Michael Bublé – „Nobody But Me”
- Bob Dylan – „Triplicate”
- Seth MacFarlane – „In Full Swing”
- Sarah McLachlan – „Wonderland”
- Tony Bennett – „Tony Bennett Celebrates 90"

Najlepszy album popowy
- Coldplay – „Kaleidoscope EP”
- Lana Del Rey – „Lust for Life”
- Imagine Dragons – „Evolve”
- Kesha – „Rainbow”
- Lady Gaga – „Joanne”
- Ed Sheeran – „÷”

### Dance/Electronic
Najlepsze nagranie muzyki dance
- Bonobo – „Migration”
- Kraftwerk – „3-D The Catalogue”
- Mura Masa – „Mura Masa”
- Odesza – „A Moment Apart”
- Sylvan Esso – „What Now”

Najlepszy album muzyki dance/elektronicznej
- Bonobo feat. Innov Gnawa – „Bambro Koyo Ganda”
- CamelPhat & Elderbrook – „Cola”
- Gorillaz feat. D.R.A.M. – „Andromeda”
- LCD Soundsystem – „Tonite”
- Odesza feat. WYNNE & Mansionair – „Line of Sight”

### Rock
Najlepsza piosenka rockowa
- Metallica – „Atlas, Rise!”
- K.Flay – „Blood in the Cut”
- Nothing More – „Go to War”
- Foo Fighters – „Run”
- Avenged Sevenfold – „The Stage”

Najlepszy album rockowy
- Mastodon – „Emperor Of Sand”
- Metallica – „Hardwired... to Self-Destruct”
- Nothing More – „The Stories We Tell Ourselves”
- Queens Of The Stone Age – „Villains”
- The War On Drugs – „A Deeper Understanding”

Najlepszy występ rockowy
- Leonard Cohen – “You Want It Darker”
- Chris Cornell – “The Promise”
- Foo Fighters – “Run”
- Kaleo – “No Good”
- Nothing More – “Go To War”

Najlepszy występ metalowy
- August Burns Red – “Invisible Enemy”
- Body Count – “Black Hoodie”
- Code Orange – “Forever”
- Mastodon – “Sultan’s Curse”
- Meshuggah – “Clockworks”

### Muzyka alternatywna
Najlepszy album alternatywny
- Arcade Fire – „Everything Now”
- Gorillaz – „Humanz”
- LCD Soundsystem – „American Dream”
- Father John Misty – „Pure Comedy”
- The National – „Sleep Well Beast”

### R&B
Najlepsza piosenka R&B
- PJ Morton – „First Began”
- Khalid – „Location”
- Childish Gambino – „Redbone”
- SZA – „Supermodel”
- Bruno Mars – „That’s What I Like”

Najlepszy album R&B
- Daniel Caesar – „Freudian”
- Ledisi – „Let Love Rule”
- Bruno Mars – „24K Magic”
- PJ Morton – „Gumbo”
- Musiq Soulchild – „Feel the Real”

Najlepszy występ R&B
- Daniel Caesar featuring Kali Uchis – „Get You”
- Kehlani – „Distraction”
- Ledisi – „High”
- Bruno Mars – „That’s What I Like”
- SZA – „The Weekend”

Najlepszy występ tradycyjnego R&B
- The Baylor Project – „Laugh and Move On”
- Childish Gambino – „Redbone”
- Anthony Hamilton featuring The Hamiltones – „What I’m Feelin'”
- Ledisi – „All the Way”
- Mali Music – „Still”

Najlepszy album Urban Contemporary
- 6lack – „Free 6lack”
- Childish Gambino – „Awaken, My Love!”
- Khalid – „American Teen”
- SZA – „Ctrl”
- The Weeknd – „Starboy”

### Rap
Najlepszy album hip-hopowy
- Jay-Z – „4:44”
- Kendrick Lamar – „Damn”
- Migos – „Culture”
- Rapsody – „Laila’s Wisdom”
- Tyler, the Creator – „Flower Boy”

Najlepsza piosenka rapowa
- Cardi B – „Bodak Yellow”
- Danger Mouse feat. Run the Jewels & Big Boi – „Chase Me”
- Kendrick Lamar – „Humble”
- Rapsody – „Sassy”
- Jay-Z – „The Story of O.J.”

Najlepsza Współpraca Rapowa/Śpiewana
- 6LACK – „PRBLMS”
- GoldLink feat. Brent Faiyaz & Shy Glizzy – „Crew”
- Jay-Z feat. Beyoncé – „Family Feud”
- Kendrick Lamar feat. Rihanna – „Loyalty”
- SZA feat. Travis Scott – „Love Galore”

Najlepszy występ hip-hopowy
- Big Sean – „Bounce Back”
- Cardi B – „Bodak Yellow”
- Jay-Z – „4:44”
- Kendrick Lamar – „Humble”
- Migos feat. Lil Uzi Vert – „Bad and Boujee”

### Country
Najlepszy album country
- Kenny Chesney – „Cosmic Hallelujah”
- Lady Antebellum – „Heart Break”
- Little Big Town – „The Breaker”
- Thomas Rhett – „Life Changes”
- Chris Stapleton – „From a Room: Volume 1"

Najlepsza piosenka country
- Little Big Town – „Better Man”
- Sam Hunt – „Body Like a Back Road”
- Chris Stapleton – „Broken Halos”
- Midland – „Drinkin’ Problem”
- Miranda Lambert – „Tin Man”

### New Age
Najlepszy album New Age
- Brian Eno – „Reflection”
- India Arie – „SongVersation: Medicine”
- Peter Kater – „Dancing on Water”
- Kitarō – „Sacred Journey of Ku-Kai, Volume 5"
- Steve Roach – „Spiral Revelation”

### Jazz
Najlepszy jazzowy album wokalny
- The Baylor Project – „The Journey”
- Jazzmeia Horn – „A Social Call”
- Raul Midón – „Bad Ass and Blind”
- Randy Porter Trio with Nancy King – „Porter Plays Porter”
- Cécile McLorin Salvant – „Dreams and Daggers”

Najlepszy jazzowy album instrumentalny
- Bill Charlap Trio – „Uptown, Downtown”
- Billy Childs – „Rebirth”
- Joey DeFrancesco & The People – „Project Freedom”
- Fred Hersch – „Open Book”
- Chris Potter – „The Dreamer Is the Dream”

### Gospel
Najlepszy album gospel
- Travis Greene – „Crossover: Live From Music City”
- Le’Andria Johnson – „Bigger Than Me”
- Marvin Sapp – „Close”
- Anita Wilson – „Sunday Song”
- CeCe Winans – „Let Them Fall in Love”

### Muzyka latynoamerykańska
Najlepszy album muzyki latino
- Alex Cuba – „Lo Único Constante”
- Juanes – „Mis Planes Son Amarte”
- La Santa Cecilia – „Amar y Vivir (En Vivo Desde La Ciudad de México, 2017)”
- Natalia Lafourcade – „Musas (Un Homenaje al Folclore Latinoamericano en Manos de Los Macorinos)”
- Shakira – „El Dorado”

### Reggae
Najlepszy album muzyki reggae
- Chronixx – „Chronology”
- Common Kings – „Lost in Paradise”
- J Boog – „Wash House Ting”
- Damian „Jr. Gong” Marley – „Stony Hill”
- Morgan Heritage – „Avrakedabra”

### American Roots
Najlepszy amerykański album
- Gregg Allman – „Southern Blood”
- Brent Cobb – „Shine on Rainy Day”
- Iron & Wine – „Beast Epic”
- Jason Isbell and the 400 Unit – „The Nashville Sound”
- The Mavericks – „Brand New Day”

### World Music
Najlepszy album World Music
- Vicente Amigo – „Memoria De Los Sentidos”
- Concha Buika – „Para Mí”
- Anat Cohen & Trio Brasileiro – „Rosa Dos Ventos”
- Ladysmith Black Mambazo – „Shaka Zulu Revisited: 30th Anniversary Celebration”
- Tinariwen – „Elwan”

### Dzieci
Najlepszy album dziecięcy
- Gustafer Yellowgold – „Brighter Side”
- Lisa Loeb – „Feel What U Feel”
- Justin Roberts – „Lemonade”
- Alphabet Rockers – „Rise Shine #Woke”
- Ladysmith Black Mambazo – „Songs Of Peace & Love For Kids & Parents Around The World”